# Thomas Digges
Thomas Digges   (Wootton, 1546 - Londres, 24 d'agost de 1595) va ser un matemàtic i astrònom anglès conegut per haver introduït les doctrines heliocèntriques a Anglaterra.

## Vida

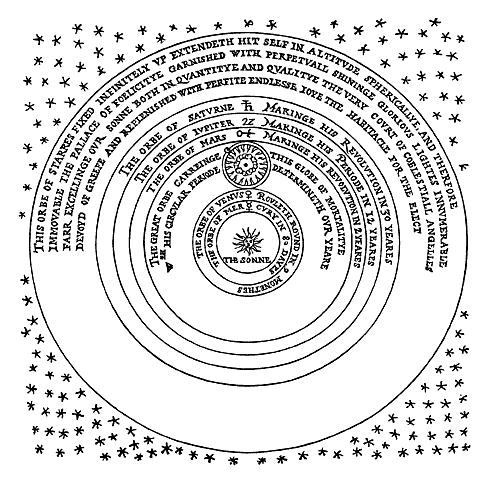
Il·lustració del model heliocèntric al llibre de Thomas Digges

El pare de Thomas Digges, Leonard, era un membre de l'aristocràcia terratinent del comtat de Kent que havia estudiat al University College de la Universitat d'Oxford, però que no va arribar a graduar-se. Tot i això, va adquirir una molt bona reputació com agrimensor i autor de llibres científics. El 1553 va publicar A general prognostication, llibre que va ampliar el 1555 (A prognostication of Right Good Effect) i va tornar a revisar l'any següent (Prognostication everlasting). Aquests llibres serien pel seu fill les obres seminals del seu pensament científic.
Leonard va morir el 1559 de mort natural, després d'haver estat condemnat a mort per haver participat en la insurrecció contra Maria I d'Anglaterra. Thomas tenia només tretze anys, però el seu pare el va encomanar, abans de morir, al seu amic John Dee, qui li va fer de pare i mestre.
La seva producció científica es va produir en la dècada dels 70, ja que a partir de 1580, la seva reputació com enginyer militar el va portar, primer, a supervisar les fortificacions de la badia de Dover i, després, en ser nomenat general, a dirigir les forces britàniques estacionades a Holanda, càrrecs que no li deixaven temps per seguir les seves recerques astronòmiques.
Digges va ser el més important dels defensors de Copèrnic a Anglaterra.

## Obra
- 1571: Edita el manuscrit del seu pare, Leonard, titulat A geometrical practise, named Pantometria,[6] incloent aportacions pròpies. El llibre tracta sobre l'aplicació pràctica de la geometria als problemes de mesura i agrimensura. Potser les parts més originals són les prematures descripcions del que després serien el teodolit i el telescopi.[7][8]
- 1572: Mathematical Wings or Ladders.[8]
- 1573: Alae seu Scalae Mathematicae. És la seva única obra escrita en llatí; en ella detalla les seves observacions de la nova de 1572, més acurades que les de qualsevol altre astrònom excepte Tycho Brahe.[9] El llibre és també important pel ferm al·legat en defensa del mètode experimental en astronomia.[7][10]
- 1576: A perfit description of the Caelestiall Orbes un suplement afegit a una nova edició de la Prognostication everlasting del seu pare. Aquest suplement es va reeditar nombroses vegades i es va fer molt popular. Es tracta d'una traducció de part del primer llibre del De revolutionibus de Copèrnic, amb alguns comentaris propis. El més important d'aquests comentaris és l'afirmació que cal concebre l'univers com infinit, amb les estrelles a distàncies variables en un espai sense fi,[11] idea que pocs anys després també defensà Giordano Bruno i que era totalment contrària a les ensenyances d'Aristòtil.
- 1579: Stratioticos.[12]